# Karacsajevszki járás

A Karacsajevszki járás Karacsáj- és Cserkeszföldön

A Karacsajevszki járás (oroszul Карачаевский район, karacsáj nyelven Къарачай район) Oroszország egyik járása Karacsáj- és Cserkeszföldön. Székhelye Karacsajevszk.

## Népesség
- 1989-ben 24 895 lakosa volt.
- 2002-ben 26 255 lakosa volt, melyből 22 127 karacsáj (84,3%), 1 388 oszét (5,3%), 1 135 orosz (4,3%), 1 121 cserkesz (4,3%), 109 abaz, 41 ukrán, 12 nogaj.
- 2010-ben 30 376 lakosa volt, melyből 25 822 karacsáj (85,7%).